# Анн Софі
Анн Софі (повне ім'я — Анн Софі Дюрмаєр, нім. Ann Sophie Dürmeyer; народилась 1 вересня 1990) — німецька співачка й авторка пісень у жанрах поп та  R&B. Представляла Німеччину на пісенному конкурсі «Євробачення 2015».

## Початок кар'єри
Анн Софі Дюрмайер народилася 1 вересня 1990 року в Лондоні, але більшу частину дитинства провела в Гамбурзі. У віці чотирьох років Анн Софі почала займатися балетом, а в 14 років дівчинка вже точно знала, що хоче стати співачкою.
Після закінчення школи Анн Софі переїхала в Нью-Йорк і протягом двох років навчалася в Інституті театру і кіно Лі Страсберга. Під час перебування в Нью-Йорку вона також почала писати пісні і виступати в барах. Після повернення в Гамбург у 2013 Анн Софі записала і спродюсувала власний демоальбом, і на додаток до цього розпочала гастрольну діяльність у Німеччині.

## Євробачення 2015

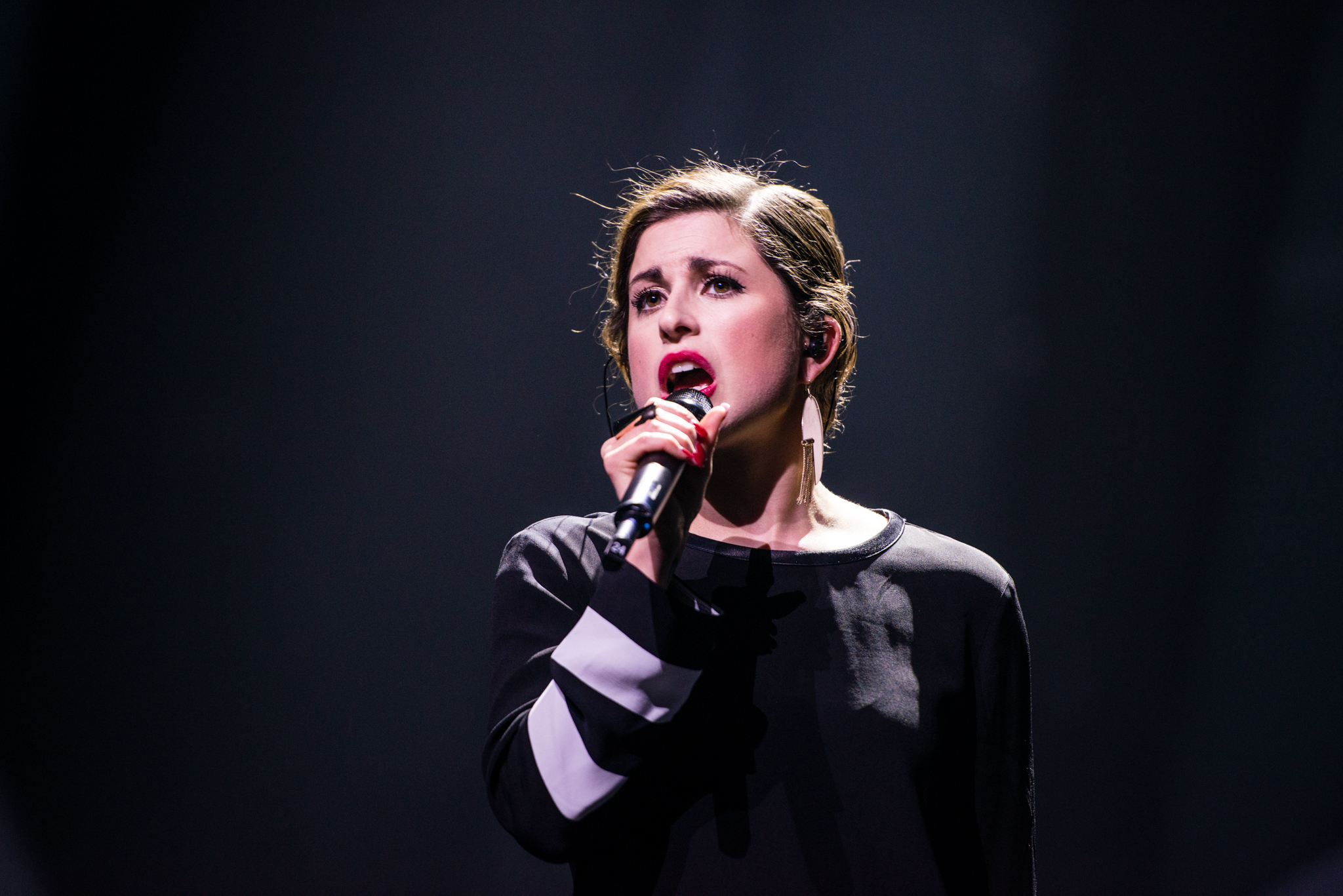
Анн Софі під час репетиції фіналу національного відбору «Євробачення 2015»

19 лютого 2015 Анн Софі кваліфікувалася для участі у фіналі національного відбору в конкурсі пісні «Євробачення 2015» завдяки перемозі в уайлд-кард раунді для молодих талантів з піснею «Jump the Gun».
У фіналі національного відбору співачка вдало пройшла перший і другий раунди (з композиціями «Jump the Gun» і «Black Smoke» відповідно). У вирішальному третьому раунді Анн Софі виконала пісню «Black Smoke», але більшість телеглядачів (78,7 %) віддали свою перевагу супернику співачки — виконавцю Андреасу Кюммерту. Однак, оскільки після оголошення результатів голосування Кюммерт прямо на сцені відмовився від поїздки на «Євробачення-2015», право представляти Німеччину на цьому пісенному конкурсі перейшло до Анн Софі.

## Дискографія

### Альбоми
- 2013 — Time Extended
- 2015 — Silver into Gold

### Сингли
- 2012: Get Over Yourself
- 2015: Jump the Gun
- 2015: Black Smoke